# (20144) 1996 RA33
(20144) 1996 RA33 è un asteroide troiano di Giove del campo greco. Scoperto nel 1996, presenta un'orbita caratterizzata da un semiasse maggiore pari a 5,189923 UA e da un'eccentricità di 0,012368, inclinata di 9,351016° rispetto all'eclittica. Ha un diametro di 27,467 km e un'albedo di 0,071.